# 辅酶

輔酶（Coenzyme）A

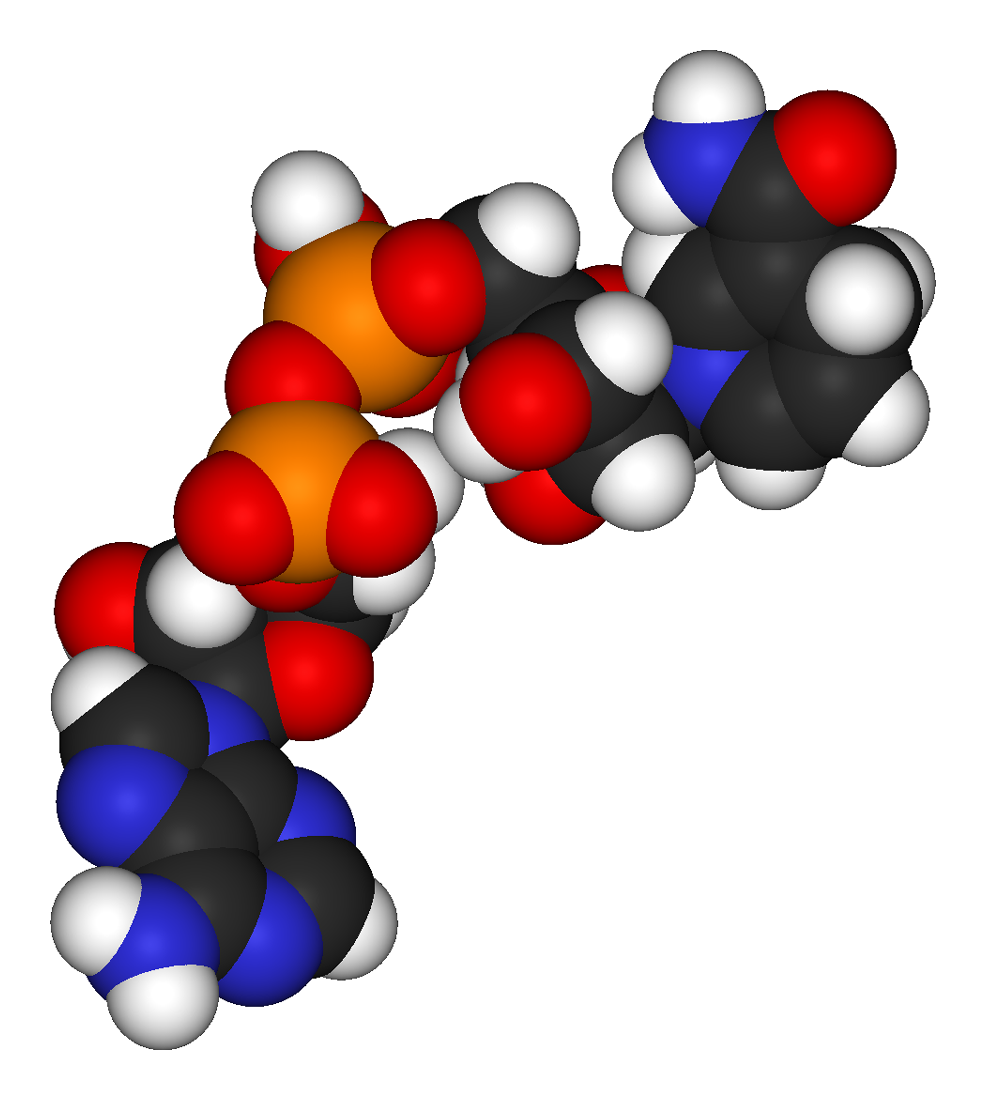
輔酶的空間填充模型──煙醯胺腺嘌呤二核苷酸（烟酰胺腺嘌呤二核苷酸）.

辅酶（英語：coenzyme）是指酶的一种辅因子，为酶催化活性所需（但非绝对必需），且与酶蛋白结合松散的小分子量非蛋白复合有机分子。辅酶本身不是酶的组分，也无催化作用，但在酶促反应中有传递电子、原子或某些功能基团的作用。
辅酶大多源自于磷化水溶性维生素和其他有机必需营养素（如ATP就是一种辅酶），在大多数情况下，可通过透析或其他方法将将辅酶除去。
輔酶被消耗在其幫助的反應上，如NADH輔酶被氧化還原反應轉化至NAD+。但輔酶是會再產生的，且其在細胞內的濃度會維持在一穩定的程度。輔酶的一特殊子集為輔基。其輔因子(或稱輔助因子)會緊緊黏在酵素上，且不會在反應中被消耗。輔基包含有鉬蝶呤、硫辛胺和生物素。
酶蛋白與輔酶單獨存在時，一般無催化能力，只有二者結合成完整的分子時，才具有活性，此完整的酶分子稱為全酶（holoenzyme）。